# Pakt svobodných měst
Pakt svobodných měst (Pact of Free Cities) byl založen primátory měst V4 (Varšava, Praha, Bratislava a Budapešť) v roce 2019. Tento Pakt byl založen s cílem chránit a prosazovat demokratické hodnoty, lidská práva, zásady právního státu, svobodu slova, shromažďování a tisku. Členové Paktu zároveň striktně odmítají neliberální tendence, populismus a xenofobii.
Pakt svobodných měst má tři aspekty. Jednak je to deklarace společných hodnot. Druhý aspekt je na úrovni praktických záležitostí. Města se potýkají s podobnými problémy, a skrze Pakt tak mohou sdílet řešení, která se jinde osvědčila. Poslední aspekt je záměr společnými silami přesvědčovat Evropskou unii, aby byl kladen důraz na přímé financování městských regionů.

## Historie
Iniciativa pro založení Paktu svobodných měst byla impulsem Gergely Karácsony, primátora Budapešti. Karácsony v roce 2019 jako kandidát za koalici maďarské opozice nečekaně vyhrál volby v Budapešti, kdy získal o 6,8% více hlasů než István Tarlós, kandidát za koalici Fidesz-KDNP.
Karácsony v současném maďarském politickém klimatu čelí redukci autonomie na úrovni místní samosprávy. Primátoři všech čtyř zakládajících měst jsou členy proevropských stran, které jsou v opozici na vládní úrovni. Dle Euractiv.pl byla ideologie Paktu inspirována knihou If Mayors Ruled the World: Dysfunctional Nations, Rising Cities od amerického sociologa Benjamina Barbera.
Pakt svobodných měst byl podepsán v Budapešti v prostorách Středoevropské univerzity. Šlo o symbolickou lokalitu vzhledem k tomu, že Středoevropská univerzita musela část své činnosti přesunout do Vídně kvůli právním změnám podpořeným Orbánovou vládou.
Ku příležitosti českého předsednictví Radě EU pořádala Praha mimo jiné Summit Paktu svobodných měst, kde byly hlavními tématy pomoc Ukrajině a plány poválečné obnovy, problematika energetické krize a diskuse o udržitelném vývoji měst. Během tohoto summitu byl Pakt Svobodných měst oficiálně rozšířen o šest nových členů: Kyjev, Berlín, Riga, Vilnius, Brusel a Hamburg. 
Starosta Kyjeva Vladimir Kličko k této příležitosti řekl: "Ukrajina usiluje o to, aby se stala plnohodnotnou součástí Evropy a přijetí Kyjeva do Paktu svobodných měst, který poskytuje pomoc naší zemi, je dalším krokem k naplnění tohoto cíle. Spolupráce je v této době velmi důležitá pro nás všechny - nejen v obraně Ukrajiny, ale i v obraně demokratických hodnot a v obraně ostatních evropských zemí." Kličko také naznačil, že by příští Summit Paktu svobodných měst dál pořádal ve svobodném Kyjevě.

## Hodnoty a cíle
Primátoři Paktu svobodných měst se zavazují k ochraně a podpoře společných hodnot: svobody, lidské důstojnosti, demokracie, rovnoprávnosti, ctění zákonů, sociální spravedlnosti, toleranci and kulturní rozmanitosti. Zavazují se také dosahovat těchto cílů skrze sdílení praktických postupů, skrze společné úsilí, podporu a společnou obhajobu rolí měst a otevřenost ke spolupráci s městy a entitami, které sdílejí stejné hodnoty a mají stejné cíle.
Členové Paktu také usilují o vytvoření společné platformy pro diskusi a o koordinaci politik svých měst. Pakt také urguje Brusel k přidělování finančních prostředků přímo k rozpočtům měst, čímž by proces přidělování těchto prostředků nebylo nutné zprostředkovávat skrze vlády příslušných zemí, které jsou často obviňovány z korupce a zpolitizování zprostředkování finančních fondů EU.

## Členové
Od roku 2022 je členy Paktu svobodných měst 33 měst.

### Zakládající města
- Bratislava, Slovensko
- Budapešť, Maďarsko[14]
- Praha, Česko[15]
- Varšava, Polsko[16]

### Města přijatá v roce 2021
V roce 2021 byla přijata města:
- Amsterdam, Nizozemsko
- Athény, Řecko
- Barcelona, Španělsko
- Florencie, Itálie
- Frankfurt nad Mohanem, Německo
- Gdaňsk, Polsko
- Lublaň Slovinsko
- Londýn, Spojené království
- Los Angeles, Spojené státy
- Mannheim, Německo
- Neu-Ulm, Německo
- Paříž, Francie
- Podgorica, Černá Hora
- Rijeka, Chorvatsko
- Stuttgart, Německo
- Tchaj-pej, Taiwan
- Tchao-jüan, Taiwan
- Tirana, Albánie
- Ulm, Německo
- Vídeň, Rakousko
- Záhřeb, Chorvatsko

### Města přijatá v roce 2022
V roce 2022 byla přijata města:
- Berlín, Německo
- Brusel, Belgie
- Hamburk, Německo
- Kyjev, Ukrajina
- Milán, Itálie
- Riga, Lotyšsko
- Řím, Itálie
- Vilnius, Litva